# صحيفة الوسط البحرينية
صحيفة الوسط هي صحيفة يومية مستقلة شاملة بحرينية. تأسست يوم 7 سبتمبر عام 2002 من قبل مجموعة من المستثمرين البحرينيين لخدمة المجتمع البحريني متنوع الثقافات، صدر العدد التجريبي الأول في 4 سبتمبر 2002. يرأس تحريرها منصور الجمري ويرأس مجلس ادارتها عادل المسقطي.
انطلقت صحيفة الوسط البحرينية بعد التصويت على ميثاق العمل الوطني في 2001 كإحدى ثمرات المشروع الإصلاحي في عهد الملك حمد بن عيسى بن سلمان آل خليفة حيث تضافرت جهود وطنية من كل فئات المجتمع البحريني لتأسيس صحيفة يومية مستقلة شاملة، وتسليط الأضواء على قضايا الشأن العام من خلال تغليب المحتوى والمضمون على الشعارات والشكليات، وتعزيز الهوية الوطنية الجامعة والشاملة، وتوجيه الحوارات والأطروحات باتجاه الوسطية والعقلانية، وتغطية شاملة ومعمقة تستهدف اطلاع القراء على ما يدور حولهم، وما يعزز حقوقهم الإنسانية والدستورية. وبتأسيس صحيفة الوسط البحرينية اعتبرت نقلة نوعية في مجال الإعلام البحريني حيث أنها الصحيفة الأولى التي يسمح للمعارضة البحرينية بتأسيسها. 
قبل التأسيس، كانت تنشر في البحرين صحيفتان يوميتان وحيدتان هما أخبار الخليج والأيام، وتتبنى الصحيفتان الرأي الحكومي بشكل تام. في 4 يونيو 2017 حظرت السلطات البحرينية صحيفة الوسط حتى إشعار آخر،  وأدى ذلك لتسريح 185 موظفا.

## إنجازات صحيفة الوسط
- 13 مايو 2012 الوسط هي الصحيفة الأولى انتشاراً وتأثيراً في البحرين بحسب ما ذكره تقرير مركز البحوث والدراسات الاستشارية (بارك) الذي يتخذ دبي مقراً له.[5]
- 5 مايو 2012 الصحيفة الأولى في «مؤشر المصداقية الإعلامية» من قبل «مؤسسة القرن المقبل» ومقرها لندن.[6]
- 5 مايو 2012 جائزة «تحقيق السلام من خلال الإعلام للعام 2012» نالها رئيس تحرير صحيفة الوسط منصور الجمري من قبل المجلس العالمي للصحافة.[7]
- 14 ديسمبر 2011 الميدالية الذهبية للتصوير في الشرق الأوسط نالها عيسى إبراهيم.
- 8 ديسمبر 2011 جائزة لورينزو نتالي الدولية للصحافة نالتها هناء بوحجي عن تحقيق استقصائي عن عاملات المنازل.
- 28 سبتمبر 2011 جائزة اليونيسيف للإعلام الإقليمي في حقوق الطفل حصل عليها سعيد محمد.
- 22 نوفمبر 2011 منح رئيس التحرير منصور الجمري الجائزة الدولية لحرية الصحافة 2011 (نيويورك).
- 13 مايو 2010 جائزة الصحافة العربية (الفئة السياسية).[8]
- 27 أكتوبر 2010 «الوسط» في المركز 15 كأقوى صحيفة في العالم العربي حضوراً على الإنترنت.
- 12 مايو 2009 جائزة الصحافة العربية فئة الصحافة الصحية.
- 13 مارس 2009 جائزة الإعلام الإلكتروني ضمن مسابقة «جائزة البحرين للمحتوى الإلكتروني 2009».[9]

## وصلات خارجية
- الموقع الرسمي لصحيفة الوسط البحرينية
- تصفح العدد الأول من صحيفة الوسط البحرينية
- النسخة المصورة للعدد الأول من صحيفة الوسط البحرينية